# Jan Hesterman
Jan Hesterman (Amsterdam, 18 maart 1893 – Amsterdam, 16 december 1963) is een voormalig amateurbokser uit Nederland, die in 1920 namens zijn vaderland deelnam aan de Olympische Spelen van Antwerpen. Daar verloor hij in de tweede ronde van het middengewicht (tot 72,57 kilogram) van een Zuid-Afrikaan.
Hestermans vier jaar jongere broer Wim deed eveneens mee aan dat olympisch toernooi, en werd eveneens uitgeschakeld in de tweede ronde, maar dan in het vedergewicht (tot 57,15 kilogram). Hun beider jongere zus Catharina deed in 1928 als schoonspringster mee aan de Olympische Spelen van Amsterdam.